# Publicitat basada en localització
La publicitat basada en localització és una eina de màrqueting que consisteix a enviar informació d'un producte o servei, tenint en compte la posició geogràfica del consumidor.
Aquest tipus de publicitat se centra en els dispositius mòbils i forma part dels serveis basats en localització.

## Història
Donat que els missatges de text SMS van tenir una ràpida implantació en el camp de la telefonia mòbil, les primeres aplicacions per publicitat basada en localització van sorgir seguint aquesta línia. Un servei creat per ZagMe al Regne Unit a finals de l'any 2000 es va convertir en una de les primeres aplicacions. Es tractava d'un servei de publicitat no intrusiva on els clients podien registrar-se per rebre anuncis i promocions de productes dels establiments que comptaven amb aquesta prestació. L'activació del servei es feia mitjançant una trucada o un SMS, i el client podia decidir si reservava el producte o l'adquiria. A més d'estar registrat, el consumidor també havia d'estar situat a prop de l'establiment en qüestió per rebre publicitat al mòbil. Aquest servei va estar operatiu durant un any i va atraure uns 85.000 consumidors.
El ràpid desenvolupament de la tecnologia mòbil i les capacitats multimèdia dels seus dispositius ha tingut una clara influència en el canal de distribució i en la manera de localitzar el consumidor. Actualment s'utilitza tecnologia de localització i seguiment mòbil, juntament amb motors de cerca, amb la qual cosa augmenten les possibilitats d'enviar la informació a la persona adient en el moment i lloc oportú.

## Estratègies alhora d'arribar al consumidor
Tant en l'estratègia d'atracció com en l'estratègia d'empenta, el missatge publicitari pot ser de promoció o d'anunci d'una marca. Els missatges de promoció incentiven a comprar productes enviant vals de descompte o ofertes especials. L'anunci d'una marca se centra més a donar-la a conèixer, informant dels productes que ven.
En l'estratègia d'atracció només s'enviarà publicitat al dispositiu mòbil del consumidor quan el mateix client l'hagi demanada de manera explícita. Amb aquesta estratègia s'aconsegueix una resposta ràpida a les necessitats del consumidor.
Un exemple: quan un executiu busca allotjament per passar la nit, ha de teclejar ‘hotel' al cercador i li apareix un llistat d'hotels propers a la seva posició. Un cop triat l'hotel, tenint en compte les ofertes i descomptes, un mapa mostra el camí a seguir per arribar a l'hotel.
En canvi, a l'estratègia d'empenta l'anunciant envia la publicitat al consumidor. Dins d'aquesta manera d'enviar informació distingim entre dues possibilitats. La baixa voluntària: és la més intrusiva i consisteix a enviar publicitat a qualsevol consumidor. Els enviaments només s'aturen si el client es dona de baixa del servei.L'alta voluntària: implica l'autorització del client per poder-li enviar missatges de publicitat.
Hi ha propaganda penjada als portals web i que va en funció de la posició del consumidor. Mobile CBS és una de les empreses pioneres en oferir aquest servei a les seves web i funciona juntament amb l'aplicació Loopt. Un gran nombre d'aplicacions es basen en la localització de l'usuari en un mapa. Algunes incorporen publicitat geogràficament distribuïda i permeten la cerca de productes o serveis. Aquests cercadors utilitzen bases de dades indexades per geolocalització. Les aplicacions Loopt, Centrl o LocationPoint de NAVTEQ en són alguns exemples.

## Modes d'interacció anunciant-consumidor
| Clic per trucar                              | L'usuari fa una trucada directa al anunciant. |
| Clic per localitzar                          | L'usuari fa clic per veure on es troba el producte o servei anunciat.                                                                                  |
| Clic per rebre vals de descompte             | L'usuari rep un val de descompte electrònic. |
| Clic per comprar                             | L'usuari pot pagar un article amb targeta de crèdit, afegint el cost a la seva factura mensual del mòbil o utilitzant un manera de pagament per mòbil. |
| Clic per descarregar contingut               | L'usuari es descarrega informació relacionada amb el producte o servei anunciat.                                                                       |
| Clic per entrar a la pàgina web d'una marca: | L'usuari fa clic a un baner per entrar a la web del producte o servei.                                                                                 |
| Clic per compartir contingut                 | L'usuari té l'opció de compartir la publicitat rebuda amb els seus contactes, fomentant el màrqueting viral.                                           |

## Funcionament
Les empreses s'encarreguen de pujar a la xarxa d'Internet tota la publicitat que els anunciants volen fer arribar als consumidors a partir dels diferents canals de distribució. Darrere de tots aquests anuncis trobem empreses com Mojiva, Placecast o useful networks.
A més a més, aquestes empreses ofereixen serveis de Wi-fi i Bluetooth que permeten als anunciants delimitar una zona de cobertura propera al seu establiment, tant interior com exterior, on els consumidors subscrits al servei reben ofertes i promocions.

## Tecnologies de posicionament
Els serveis basats en localització utilitzen diverses tecnologies de posicionament. En el camp de la publicitat no sempre és necessària la ubicació exacte de la persona. Les tecnologies més utilitzades en aquest camp són:
- GPS: la més exacte. Requereix un receptor GPS integrat al dispositiu mòbil.
- Triangulació: està basada en localització per xarxa i calcula la posició aproximada d'un Telèfon mòbil mesurant la distància del senyal rebut des de dues o tres antenes de telefonia mòbil. Aquesta tecnologia la utilitzen alguns operadors per oferir serveis de localització als seus clients.[4]